# Hoofdklasse (zaalkorfbal) 2007/08
De Hoofdklasse (zaalkorfbal) 2007/08 is de 3e editie van de Hoofdklasse Zaalkorfbal.
De Hoofdklasse Zaalkorfbal is de 1 na hoogste zaalkorfbalcompetitie van het Nederlandse zaalkorfbal.
De competitie is opgedeeld in 2 Hoofdklassen, A en B. In elke Hoofdklasse spelen 8 teams die elk tegen elkaar uit en thuis spelen. De kampioen van de Hoofdklasse A speelt in de Hoofdklasse Finale tegen de kampioen van de Hoofdklasse B en de winnaar van dit duel promoveert naar de Korfbal League. De verliezend hoofdklasse finalist speelt play-down tegen de nummer 9 van de Korfbal League om alsnog te promoveren.

## Seizoen

### Hoofdklasse A (HKA)
|  | # | team                     | gs | gw | gl | vl | pt |
|  | - | ------------------------ | -- | -- | -- | -- | -- |
|  | 1 | AKC/Erma Sport           | 14 | 11 | 0  | 3  | 22 |
|  | 2 | Mid-Fryslân              | 14 | 10 | 1  | 3  | 21 |
|  | 3 | VADA 1925                | 14 | 7  | 1  | 6  | 15 |
|  | 4 | KV Drachten/Van der Wiel | 14 | 7  | 0  | 7  | 14 |
|  | 5 | Oost-Arnhem              | 14 | 6  | 1  | 7  | 13 |
|  | 6 | SCO                      | 14 | 5  | 2  | 7  | 12 |
|  | 7 | Rodenburg                | 14 | 4  | 1  | 9  | 9  |
|  | 8 | DOS-WK                   | 14 | 3  | 0  | 11 | 6  |

### Hoofdklasse B (HKB)
|  | # | team               | gs | gw | gl | vl | pt |
|  | - | ------------------ | -- | -- | -- | -- | -- |
|  | 1 | TOP (S)            | 14 | 12 | 0  | 2  | 24 |
|  | 2 | SKF                | 14 | 11 | 0  | 3  | 22 |
|  | 3 | OVVO/De Kroon      | 14 | 8  | 0  | 6  | 16 |
|  | 4 | Excelsior          | 14 | 7  | 1  | 6  | 15 |
|  | 5 | De Meervogels      | 14 | 5  | 2  | 7  | 12 |
|  | 6 | KCC/Van Santen     | 14 | 5  | 1  | 8  | 11 |
|  | 7 | Vriendenschaar (H) | 14 | 3  | 3  | 8  | 9  |
|  | 8 | Oranje Wit         | 14 | 1  | 1  | 12 | 3  |

## Play-off & Finale
| Hoofdklasse Finale |                |    |
|                    |                |    |
| A1                 | AKC Erma Sport | 20 |
| B1                 | TOP (S)        | 21 |

## Promotie/degradatie
| Ontknoping |                |    |
|            |                |    |
| KL9        | KV Die Haghe   | 16 |
| H2         | AKC Erma Sport | 18 |

## Conclusies van het Seizoen
TOP (S) promoveert als Hoofdklasse kampioen naar de Korfbal League
AKC Erma Sport promoveert zich in de play-downs en gaat naar de Korfbal League
Uit de Hoofdklasse A degraderen Rodenburg en DOS-WK naar de Overgangsklasse
Uit de Hoofdklasse B degraderen Vriendenschaar (H) en Oranje Wit naar de Overgangsklasse